# 喙吻白姑魚
喙吻白姑魚為輻鰭魚綱鱸形目鱸亞目石首魚科的其中一種，分布於南非德班海域，體長可達23公分。